# Kisszár
A kisszár húros, pengetős hangszer, núbiai líraféle. Ma leginkább Szudán területén található meg, de hasonló hangszerek Északkelet-Afrikában többfelé előfordulnak. Más elnevezései, hangszerrokonai: kerár, krár, begena, tanbúr. Felépítésében, játékmódjában sok hasonlóságot mutat az ókori görög lírával.

## Leírása
A kisszár a csészelírák kategóriájába tartozik, mivel teste nem dobozszerű felépítésű, mint a dobozlíráké, hanem egy darab fából van homorúan, kerek csészeformára kifaragva. A test ürege fölött bőr feszül, ami a széleken, hátul hurkolással van megfeszítve, ez szolgál rezonánsként. A bőr nyílásain két széttartó kar nyúlik ki a testből, ezek külső végei között egy keresztrúd van átvetve, ez hordozza a húrokat. Öt bélhúrja a hangszertest aljától indul ki, a bőr rezonánsnak egy húrláb révén adja át rezgését, majd legyezőszerűen széttartva fut a karok végéhez kötözött keresztrúdhoz. A húrok vége a keresztrúdra tekert vászoncsíkokhoz csatlakozik, azok elforgatásával lehet megfeszíteni, hangolni a húrt. A bőrből készült pengető az egyik karon lógó zsinór végére van kötve, a két kar között a hangszer tartását segítő pánt van.
A kisszár általános felépítése az antik lírákat idézi, különösen hasonlít a görög khelüsz-lírára. Az elforgatható hangológyűrűk antik megfelelői a kóllopszok, a tartást segítő pánt szerepe a telamónéhoz hasonló, a zsinórral rögzített pengető is megfelel az ókori líraábrázolásoknak, ahol a pléktron hasonlóan csatlakozik a hangszerhez.

## Használata

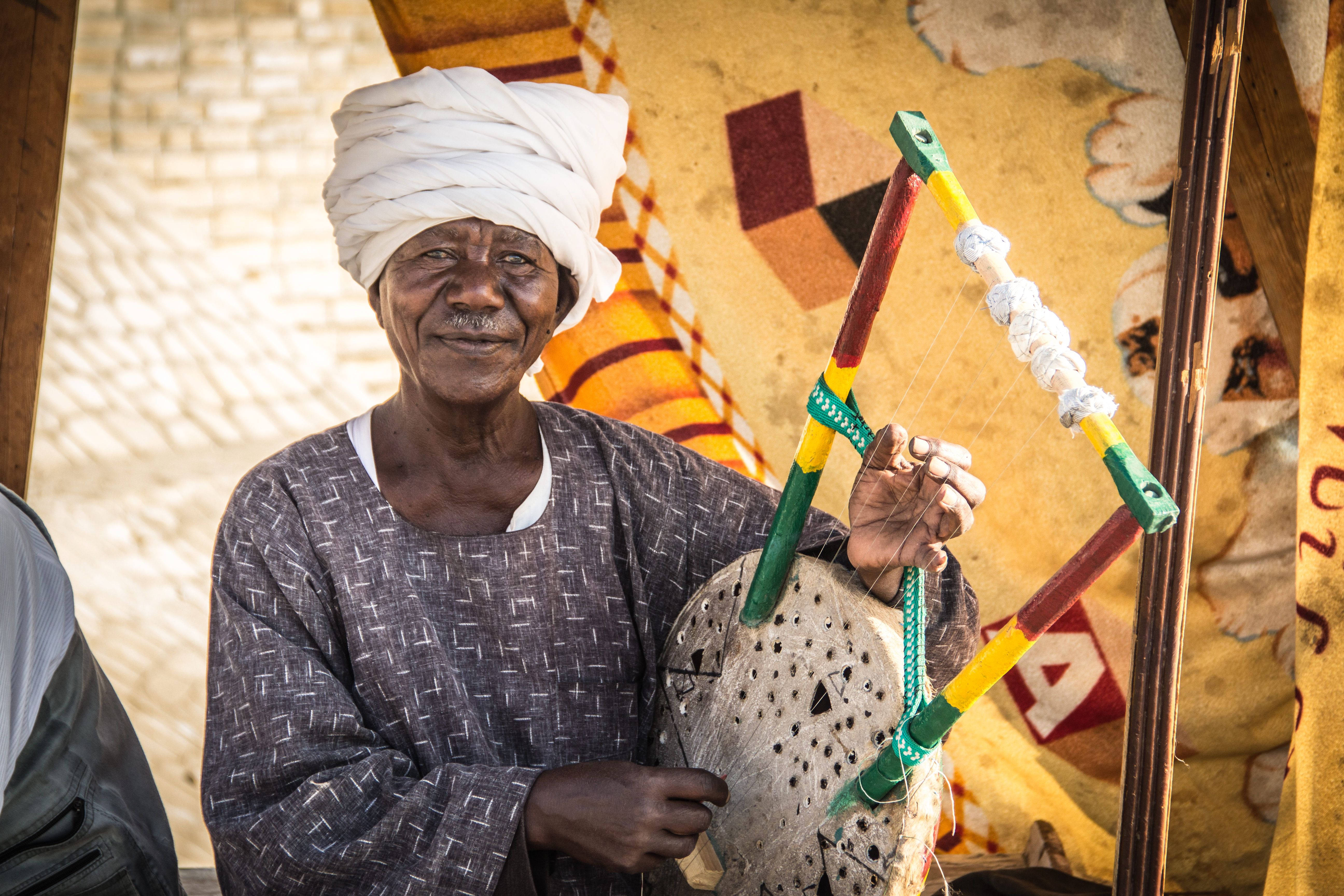
Használata

A kisszárt az antik lírákéhoz hasonló tartással szólaltatják meg: a zenész a bal oldalán tartja, ebben a hangszer karjaira rögzített szalag segíti. Jobb kezében plektrummal pengeti az összes húrt együtt, közben bal keze ujjaival tompítja az adott pillanatban elnémítandó hangokat, de a bal kéz a pengetésben is részt vehet.

## Neve, eredete
A legtöbb kutató szerint a núbiai kisszár neve a hellenisztikus korban a görög kitharából, vagy a későbbiekben a görög szó latin megfelelőjéből, a citharából alakult ki. A másik számba vehető lehetőséget, hogy a szó a közel-keleti dobozlírák sémi elnevezéseivel, a héber kinnór, az arab kinnára, a kopt ginéra hangszernevek valamelyikével lenne kapcsolatban, általában elvetik.
A kerár, krár, begena, tanbúr és hasonló hangszernevek néhol a kisszárt, másutt Északkelet-Afrikában attól kisebb-nagyobb mértékben eltérő líraféléket jelölnek.
A kisszárnak a görög teknőshátú khelüsz-lírához való meglepő hasonlósága, a dinasztikus kori egyiptomi líráktól való eltérése, a karpánt és pengető használata, nevének etimológiája együttesen hellenisztikus görög gyökereket sejtetnek. Őshazája Felső-Egyiptomban vagy Szudán északi részén lehetett, ahonnan a nilotikus népek vándorlásai során két irányban terjedt el: kelet felé a Kék-Nílus mentén Etiópia és Szomália irányában, dél felé a Fehér-Nílus mentén a Viktória-tó környékén.

## Az etióp krar
Etiópiában két különböző líraszerű hangszert használnak. Egyikük, a begena az imádkozás, a vallási meditáció hangszere, míg a másik, a kisszárhoz hasonló krar a világi örömöké. A krar méretében, felépítésében, játékmódjában többé-kevésbé azonos a kisszárral. Bőrrel bevont kerek vagy néha négyszögletű teste fából kivájt, vagy gyakrabban valamilyen tálból, homorú keréktárcsából készül. Öt–hat pentatonikusan hangolt húrja van. Behangolására a keresztrúdon elhelyezett fakulcsok, újabban mechanikus húrgépek szolgálnak. A krar városi és falusi környezetben is elterjedt, népszerű hangszer. A krar szó amhara nyelven a ’húros’ megfelelője, de a kisszár hangszernévvel is kapcsolatban lehet.